# ゾロターンMG30機関銃
ゾロターンMG30機関銃（ゾロターンMG30きかんじゅう、Maschinengewehr 30、MG30）は、ドイツのルイス・シュタンゲ (Louis Stange) によって設計された空冷式機関銃である。1930年代にさまざまな軍隊で運用された。
ドイツの航空機関銃MG15やMG17、汎用機関銃MG34、MG42の原型となった（MG42に関しては反動利用のショートリコイルである点のみ。閉鎖機構は別物である）。その優れたメカニズムは後の機関銃に多大な影響を与えている。

## 概要
第一次世界大戦後、敗戦国ドイツはヴェルサイユ条約によって新たな自動火器の開発を制限された。
そこで、ドイツ政府は、ドイツのラインメタル社に、スイスのゾロターン社（「Waffenfabrik Solothurn AG」。1923年に弾薬メーカーとして創業。1929年に銃器メーカーに転換）を資本買収（株式の90%を取得）させてダミー会社とし、その後、ドイツ政府がラインメタル社の株式の51%を取得することで、ゾロターン社を隠れ蓑に連合国軍事監視委員会の目を逃れ、新型機関銃の開発を行うことにした。設計はドイツのラインメタル社が行い、部品はオーストリアのシュタイヤー社が供給した。ゾロターン社では部品の最終的な組み立てと射撃試験が行われた。
1929年、最初の実用的な機関銃であるMG29（社内名称S2-100）が完成した。しかし、ヴァイマル共和国軍が並行開発していたMG13を採用したために、MG29はどこにも採用されなかった。S2-100は1929年-1930年にかけて極少数が製造された。S2-100はS2-200に改良される。S2-100とS2-200の違いは、S2-100の方はフラッシュハイダーが付いておらず、バレルジャケットの冷却孔が細長く、S2-200の方は銃床を素早く分解して取り外すことができた。
1930年には、S2-200の使用弾薬を8x56mmRに変更したMG30が完成した。MG30は1930年にオーストリアにM30Sとして、翌1931年にはハンガリーに31M Golyoszoroとして制式採用された。2,000-3,000挺の31Mがハンガリーによって購入された。トリガーガード前方位置に回転可能な前傾したバーティカル・フォアグリップが追加されているのが31Mの特徴である。
ドイツへのオーストリア併合後、オーストリアのMG30Sはドイツに引き継がれた。
その他にエルサルバドルが使用弾薬を7x57mmに変更した仕様のMG30を47丁注文した。

## 設計
本銃の設計は、銃身冷却は空冷式、作動機構はショートリコイル反動利用式である。
丸い穴の開いた銃身被筒（バレルジャケット）は単なる円筒パイプではなく、根元が太く厚くて先に行くにしたがってテーパーがかかって薄くなっている。この生産性を阻害する凝った作りはMG34にも引き継がれている。
給弾はバナナ型マガジンを銃本体の左側面に水平に挿す。ベルト給弾方式には対応していないので継続射撃能力はそれより劣る。初期に開発された機関銃であるMG13とMG30がマガジン給弾方式のみなのは、ドイツがヴェルサイユ条約でベルト給弾方式機関銃の開発を禁じられていたためである。
本銃の最大の特徴は、回転ボルト閉鎖方式を採用したことである。ボルトを固定するためにロッキング・リングを用いており、それは銃身延長部の末端に位置している。ロッキング・リングの内側には、ボルト（遊底）後部に切られたラグ（突起）と噛みあう、ボルトの後退を妨げるためのネジ山として、6つのロッキング・ラグが配置されている。ボルトを固定したり解放したりするリングのローテーションは、リングの外側に取り付けられたローラーによって制御される。銃身とボルトが結合し一体となった部品が後退中、これらのローラーはレシーバー（機関部）の中に斜めに切られたカム道を辿る。これによってリングが回転し、銃身とボルトの結合が解け、ボルトだけがさらに後退し排莢する。後退したボルトは圧縮された復座バネの力で前進し、次弾を装填し、銃身と再結合し、銃身を元の位置へ戻す。この過程でボルト自身は前後への直進運動を行い、ロッキング・リングだけが小回転する。
本銃は比較的簡素な意匠で、大部分の部品は円形断面である。バレルジャケットの延長上に管状のレシーバーが繋がっている。コッキング・レバーがレシーバー右側面にあり、コッキング・レバーが通るスリットを覆う防塵カバーが付属する。銃床内には管があり、復座バネと、そのガイドが収納されている。銃身は交換可能であるが、敵前で迅速に交換できるMG34とは異なり、いったん後床とボルトを取り外し、銃身・銃身延長部を後方へ抜き取らなければならない。
トリガーにはセミオートとフルオートの選択機能がある。トリガーの上半分の窪みを引くとセミオートで、下半分の窪みを引くとフルオートになる。この機能はMG13やMG34と共通する。MG42のトリガーにはこの機能は無い。
後床下方前部の突起は、射撃時にトリガーを引く手とは反対の手（右手でも左手でもよい）で後床を抑えて保持するためのハンドレストである。これはMG34やMG42にも引き継がれている。後床の根本（レシーバーとの境目）には、S.（Sicherheit、安全）とF.（Feuer、射撃）を切り替えるリング状の安全装置がある。
付属する二脚架は折り畳み可能で、軽機関銃として運用するときに使用する。三脚架に載せることで重機関銃としての運用も可能である。

## 派生型
ラインメタル社はMG30を航空旋回機関銃MG15として設計し直し、MG15はドイツ空軍に採用された。主な変更点は、マガジンの給弾口を上面に変更し、75発入りサドル型ドラムマガジンを使用し、狭い爆撃機内で取り回しの良いように銃床を取り外したことである。
さらに、1936年には航空固定機関銃MG17に発展する。これは、ドラム給弾に加えてベルト給弾機能を追加し、発射速度を毎分1,200発に向上させ、プロペラ同調装置を付けた物である。
1942年頃には航空機関砲は劇的に大型化・大口径化し、これらの7.92mm級の航空機関銃は力不足となった。そのため、御役御免となった機銃達は航空機から降ろされて、空軍地上部隊などで、対空機銃架に載せたり、二脚架や簡易な金属パイプ銃床を付けて、陸上兵器として用いられた。